# Gabriella Morreale
Gabriella Morreale de Castro (Milán, 7 de abril de 1930 - Madrid, 4 de diciembre de 2017) fue una química italoespañola precursora de la endocrinología moderna en España. Fue investigadora pionera de las hormonas tiroideas y es responsable de la implantación de la detección temprana del hipotiroidismo congénito en la sanidad española, reduciendo en miles los casos de cretinismo.

## Biografía
Gabriella Morreale nació el 7 de abril de 1930 en Milán, hija del biólogo y diplomático siciliano Eugenio Morreale y de la milanesa Emilia de Castro, también bióloga. Residió en Viena y Baltimore antes de instalarse en Málaga a los 11 años. En 1953 contrajo matrimonio con el médico y cirujano español Francisco Escobar del Rey, nacionalizándose española.

## Trayectoria
Morreale estudió Ciencias Químicas, licenciatura que completó en 1951 en la Universidad de Granada. En 1955, realizó la tesis doctoral con el catedrático Enrique Gutiérrez Ríos, que completó con una estancia posterior en la Universidad de Leiden, en los Países Bajos, con Andreas Querido.
En 1958 volvió a España, al Centro de Investigaciones Biológicas del CSIC, donde fue jefa de la Sección de Estudios Tiroideos del Instituto Gregorio Marañón, entre 1963 y 1975. Fue directora del Instituto de Endocrinología y Metabolismo Gregorio Marañón entre 1975 y 1980. Después se trasladó al campus de la Facultad de Medicina de la Universidad Autónoma de Madrid y su laboratorio fue uno de los pilares del actual Instituto de Investigaciones Biomédicas «Alberto Sols», del que fue vicedirectora de 1984 a 1990. También formó parte y presidió la Sociedad Española de Endocrinología, de 1975 a 1979 y fue miembro fundador de la European Thyroid Association, que presidió en 1977.
Además de acumular más de 200 trabajos científicos publicados, algunos de ellos muy importantes, su investigación sobre las hormonas tiroideas permitió la práctica erradicación del bocio por déficit de yodo en España, al incorporarse comercialmente la sal yodada, y contribuyó de manera decisiva en la decisión de aportar suplementos de yodo a las madres embarazadas para asegurar el correcto desarrollo cerebral del feto. 
El 26 de mayo de 2023, la biblioteca de la Facultad de Ciencias de la Universidad de Granada fue renombrada como "Biblioteca Gabriella Morreale" en su honor.

## Investigación
Morreale dedicó su vida al estudio del papel del yodo y las hormonas tiroideas en el desarrollo del cerebro fetal e infantil. En los años 70 inició la medida rutinaria de TSH y hormonas tiroideas en sangre del talón de recién nacidos para prevenir la deficiencia mental por hipotiroidismo congénito no tratado. Simultáneamente, demostró la importancia de las hormonas tiroideas maternas y del acceso al yodo de la madre en el desarrollo del cerebro del feto, contribuyendo a definir los requerimientos nutricionales de yodo de las embarazadas. Junto con su marido, Francisco Escobar del Rey, dirigió numerosos estudios epidemiológicos en todas las regiones de España que han permitido conocer a fondo el problema de la deficiencia de yodo y sus consecuencias psicosociales, y su corrección mediante la introducción de la sal yodada en la década de los 80 del siglo pasado. Según Juan Bernal y M.ª Jesús Obregón del Instituto de Investigaciones Biomédicas «Alberto Sols» de Madrid, «Su trabajo ha tenido un gran impacto en acciones de salud pública que han evitado miles de casos de retraso mental».
Morreale realizó estancias en el Departamento de Endocrinología de la Universidad de Leiden (Holanda) invitada por el profesor Andreas Querido. En 1957 ingresó en el CSIC como colaboradora científica incorporándose al Centro de Investigaciones Biológicas y, ya como investigadora científica, fundó la Sección de Estudios Tiroideos del Instituto Gregorio Marañón (1963-1975). En 1975, siendo profesora de investigación, se trasladó con su grupo a la Facultad de Medicina de la UAM, donde permaneció activa hasta los 80 años, los últimos ya como doctora vinculada ad honorem.
Realizó sus investigaciones en endocrinología junto con el médico y cirujano Francisco Escobar del Rey, que además fue su marido. En 1976, inició junto a él un programa de prevención a nivel nacional de la deficiencia mental por hipotiroidismo congénito basado en la prueba del talón, lo que permitió el diagnóstico precoz y el tratamiento con hormona tiroidea de niños que, de no haber sido tratados, hubieran desarrollado inevitablemente deficiencia mental profunda. Pocos años después, Unicef adoptó la prueba y comenzó a aplicarla en todo el mundo, y desde 1990 la OMS recoge en su tabla de derechos el consumo de yodo durante el embarazo y la primera infancia.
Morreale ha formado a numerosos científicos y científicas en el campo de la endocrinología de las hormonas tiroideas, tanto desde el punto de vista básico como aplicado. Acorde a su biografía, puede decirse que de su mano, junto a sus excelentes colaboradores, nació la Endocrinología experimental y molecular en España.